# Mayate
Mayate  (in arabo ميات‎?) è un centro abitato e comune rurale del Marocco situato nella provincia di El Kelâat Es-Sraghna, regione di Marrakech-Safi. Conta una popolazione di 12 101 abitanti (censimento 2014).